# Daniel Overbeek
Daniel Overbeek (Amsterdam, 13 maart 1695 – Batavia, 9 juli 1751) was een koopman in dienst van de VOC. Hij was van 1742 tot 1743 gouverneur van Ceylon.

## Levensloop

### Derdewaak
Daniel Overbeek kwam uit een familie die oorspronkelijk Van Overbeke heette en uit Oost-Vlaanderen kwam. Toen leden van deze familie naar het noorden verhuisden namen meerderen in de periode daarna dienst bij de VOC. Daniel zelf was geboren in Amsterdam. In januari 1717 ging hij voor de VOC-Kamer Amsterdam als derdewaak (derde stuurman) op het schip Loosdrecht naar Azië. Aan de Kaap de Goede Hoop stapte hij over op de Vaderland Getrouw van de VOC-Kamer Zeeland. In maart 1718 kwam hij aan in Ceylon. Hij trouwde daar op 22 juli met de zeventienjarige in Colombo geboren Elisabeth Hals, dochter van de kapitein der burgerij Jacob Hals en Dominga Suarez. Ze zouden zes kinderen krijgen.

### Onderkoopman

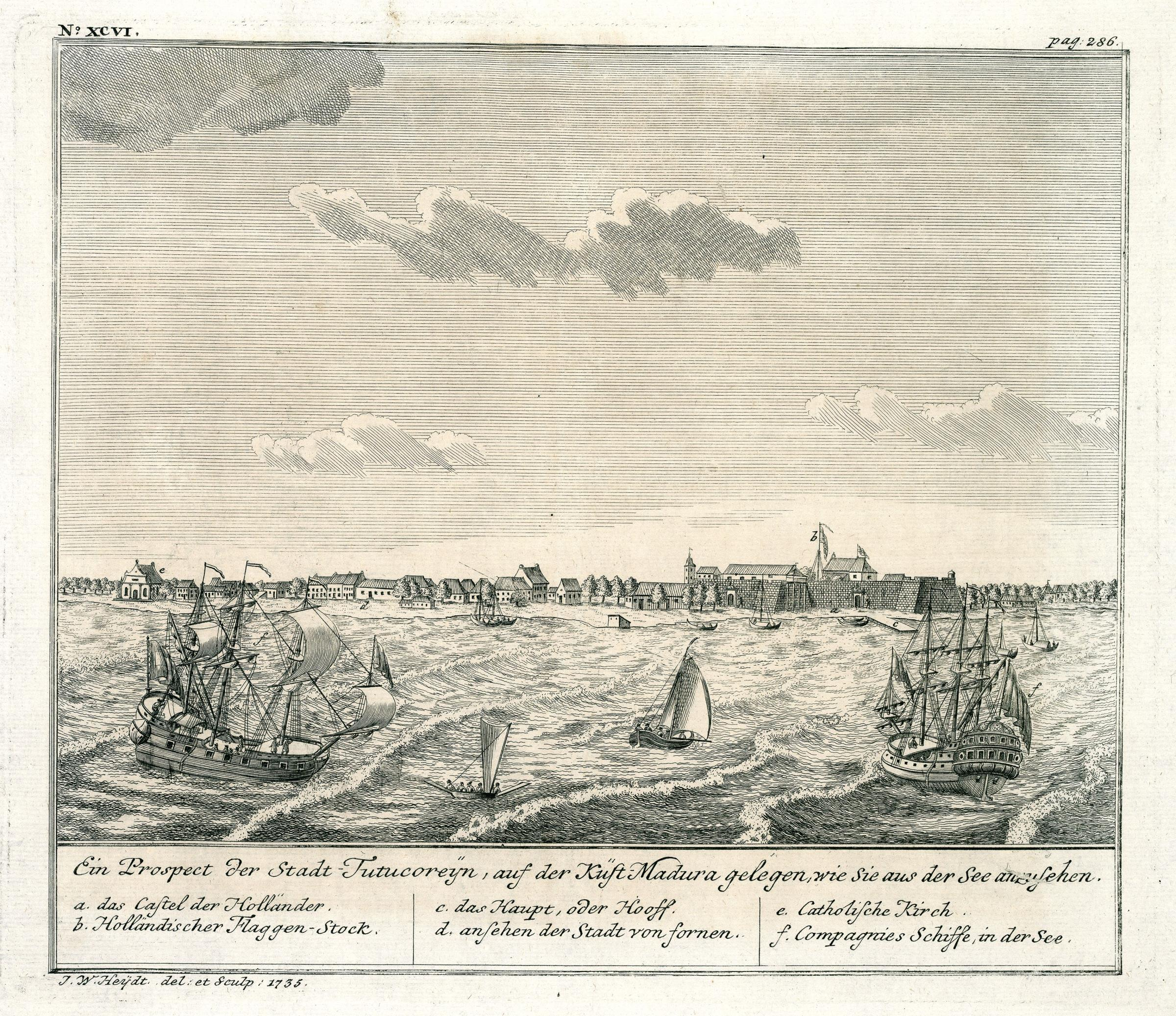
Tuticorin in 1735

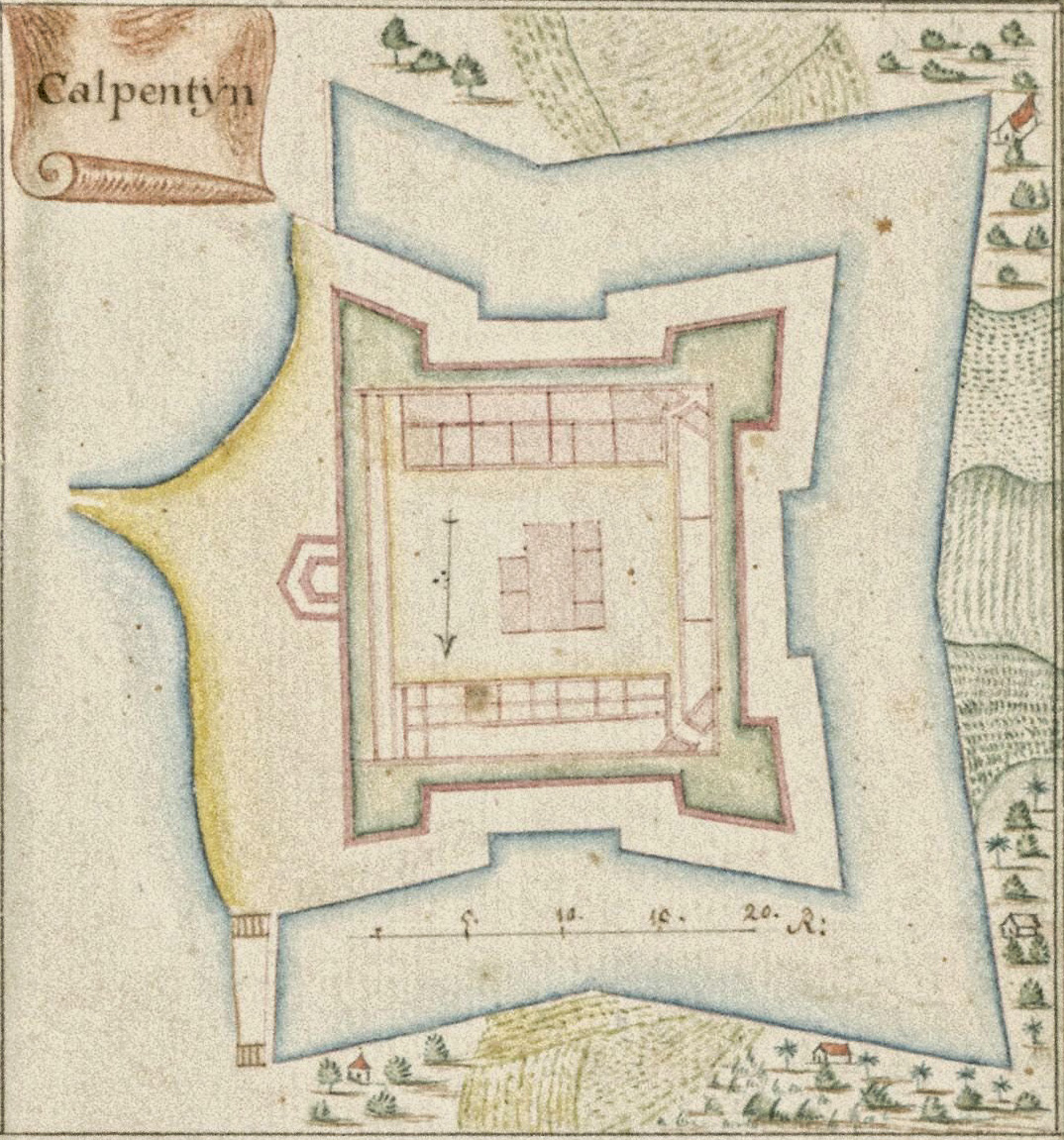
Fort Calpentijn

Hierna werd hij geplaatst in Tuticorin, gelegen aan de parelvisserskust van Madoera in India. Deze kust viel ook onder het bestuur van Ceylon. Vervolgens werd hij opperhoofd van Fort Calpentijn, een fort gebouwd rond 1670 op het uiteinde van het Kalpitiya schiereiland aan de noordwestkust van Ceylon. Het fort diende vooral om smokkel met India vanuit Putalam tegen te gaan. Hier werd hij op 27 september 1725 door Johannes Hertenberg, toen gouverneur van Ceylon, bevorderd tot onderkoopman. Twee jaar later wekte hij de irritatie op van de nieuwe gouverneur Petrus Vuyst, door drie officieren van een Frans scheepje uit Pondicherry in zijn logement te huisvesten. Het scheepje was onderweg geweest naar de Seychellen maar was vanwege zware tegenwind op de rede van Fort Calpentijn gaan liggen. Vuyst vertrouwde het niet en dacht 'dat aldaar ten nadeele der E. Comp. vrij wat soude wesen gekonkeld'. Hij meldde het aan Batavia.

### Koopman
Na het vertrek van Vuyst werd hij door gouverneur Versluys op 12 september 1730 aangesteld als pakhuismeester in Colombo en bevorderd tot koopman. Op 18 juni 1732 ging hij weer naar Tuticorin, waar hij opperhoofd werd. Hij organiseerde dat jaar een chianco visserij aan de kust. De schelpen werden vooral verkocht in Bengalen, waar ze gebruikt werden in religieuze ceremonies. Als opperhoofd van Tuticorin had hij de pech dat hij de zwendel van de resident van het nabijgelegen Kilakkarai niet opmerkte. Na diens overlijden was een tekort van 56.371 rijksdaalders in de kas ontdekt. Overbeek beriep zich op de korte tijd (vier maanden) dat hij in functie was en op zijn afwezigheid in verband met een reis naar het hof van de Nayak van Madoera. Toch werd hem een derde van het bedrag ten laste gelegd. Twee derde kwam voor rekening van Versluys.

### Hoofdadministrateur

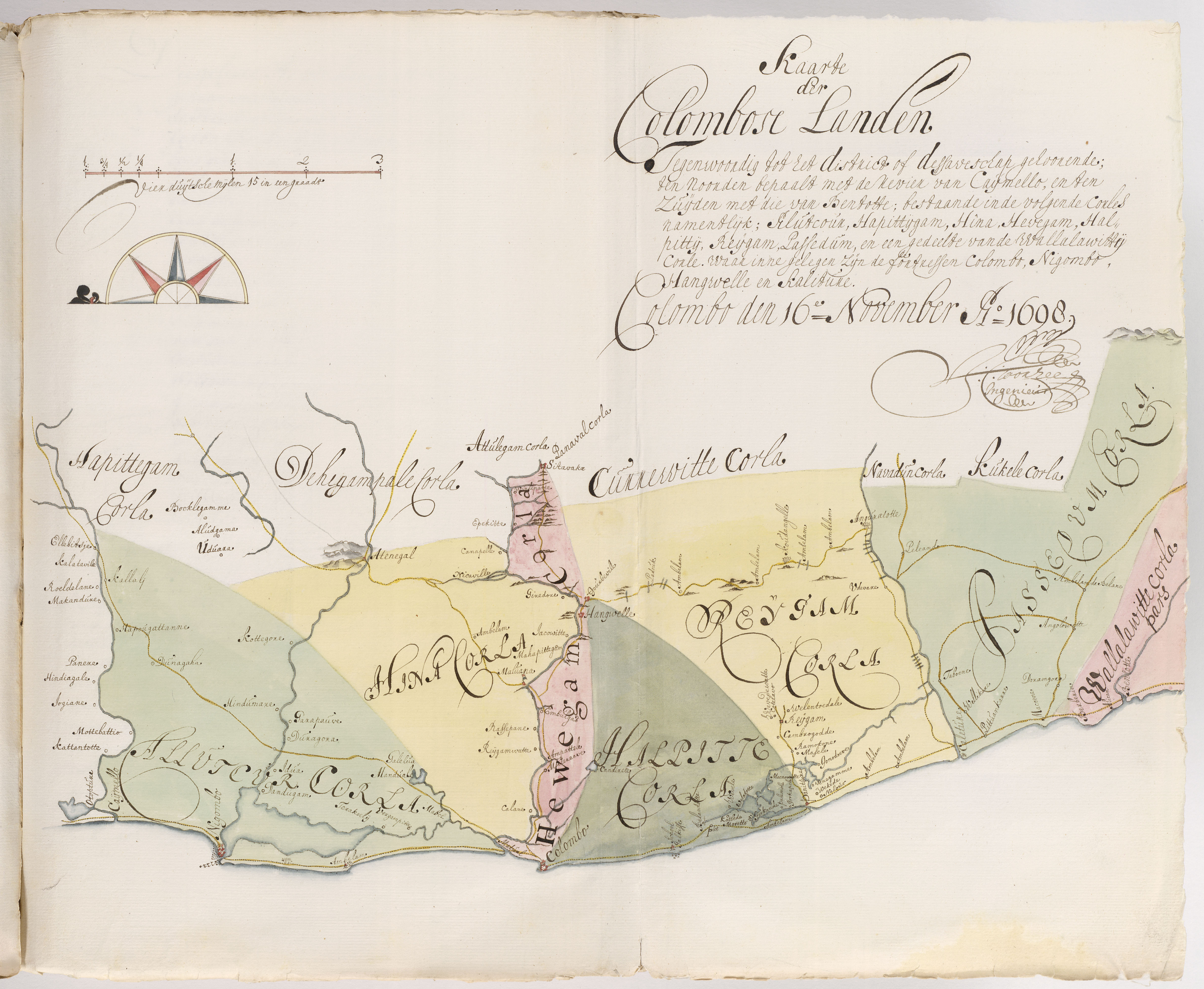
Het district (dessave) Colombo, bestaande uit een achttal corles (deeldistricten) met vier forten: Colombo, Negombo, Kalutara en Hanwelle.

Vanaf 21 mei 1734 was hij weer terug in Colombo. Ditmaal als hoofdadministrateur. Als zodanig was hij verantwoordelijk voor het bestuur van het district Colombo en was hij de 'secunde' in Ceylon, oftewel de vice-gouverneur onder Diederik van Domburg. Versluys was eind 1732 teruggeroepen naar Batavia. Onder het bestuur van Van Domburg braken er stakingen en opstandjes uit onder de kaneelschillers, die klaagden over Van Domburgs strenge maatregelen ten gunste van de Compagnie en 'het na sig neemen van het vee en vrugten der inlanders voor de tafel van den gouverneur tegens een seer geringe prijs of voor niet'. Veel kaneelschillers vertrokken naar het grondgebied van de koning van Kandy, die daarop de grensposten sloot. De leverantie van kaneel, het belangrijkste exportproduct van Ceylon, kwam hierdoor ernstig in gevaar. De informatie die de Raad van Indië in Batavia hierover ontving kwam niet van Van Domburg maar met name van Overbeek, die via Coromandel persoonlijk aan gouverneur-generaal Van Cloon schreef. In november 1735 werd Van Domburg teruggeroepen naar Batavia en vervangen door Gustaaf Willem van Imhoff. Deze benoemde Overbeek op 16 juli 1737 tot voorlopig gezaghebber van Galle, de gefortificeerde havenstad aan de zuidwestkust, die een belangrijk knooppunt was in het Aziatische handelsnetwerk van de VOC. Hij was de vervanger van Jan Macaré, die al jaren vroeg om terugkeer naar Batavia.

### Commandeur
Op 21 juli 1738 werd hij officieel commandeur van Galle. In oktober overleed hier zijn vrouw Elisabeth. Haar grafschrift is nog te zien in de Groote Kerk van Galle. Ook een dochtertje, Gesina, was het jaar tevoren overleden, nog geen drie jaar oud. Ook haar grafsteen is in de kerk aanwezig. Overbeek hertrouwde met Geertruid Brengman, weduwe van een onderkoopman.

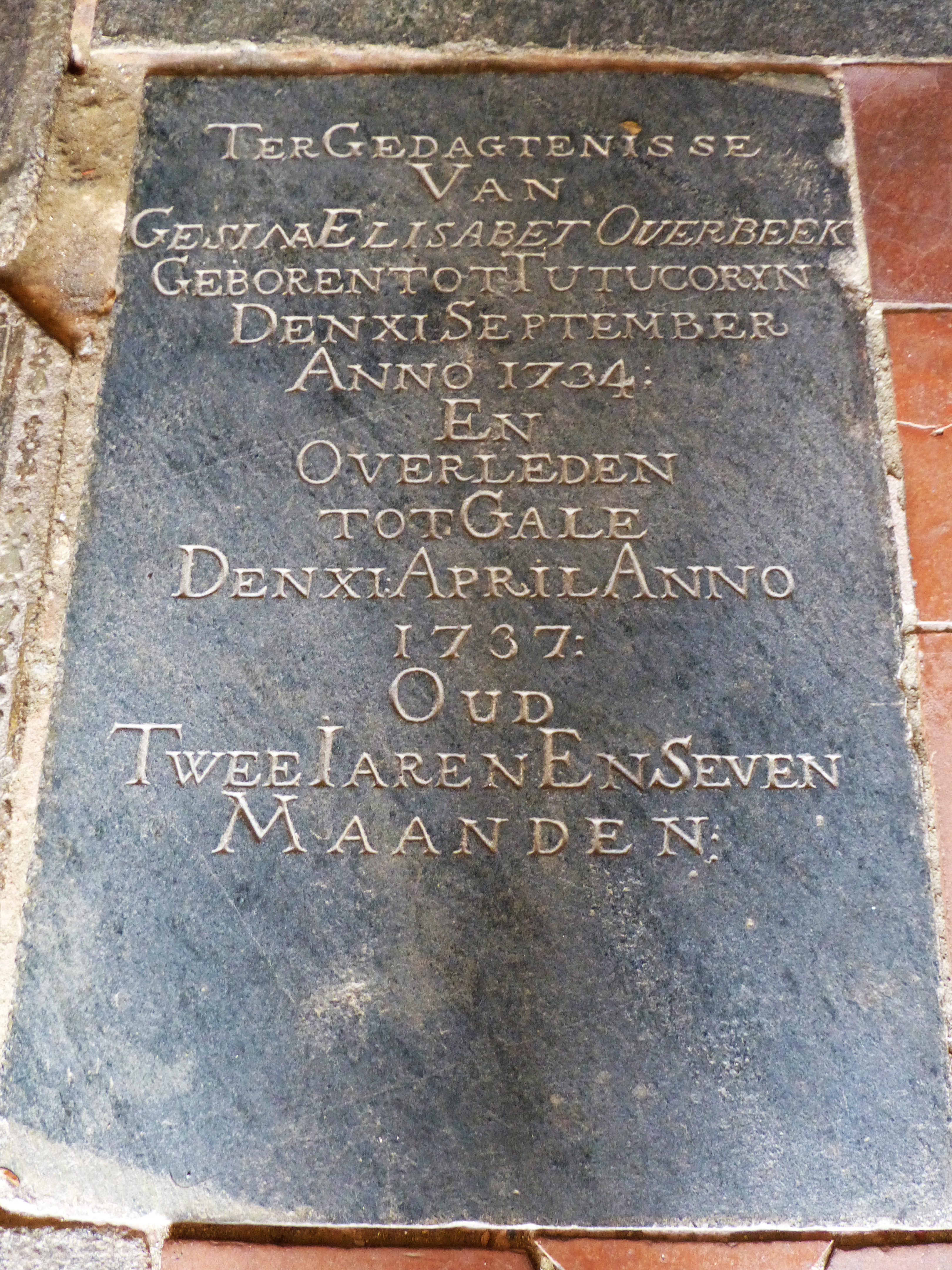
Grafsteen van Gesina Overbeek in de kerk van Galle

In maart 1740 ging Van Imhoff terug naar Batavia, en werd vervangen door de eerste secretaris van de Raad van Indië, Willem Maurits Bruininck. De Heren XVII waren het echter niet eens met deze benoeming. Zij droegen Bruininck op terug te keren naar Batavia en het gouverneurschap voorlopig over te dragen aan Overbeek of, mocht deze overleden zijn, de keuze aan de Raad van Colombo te laten. De definitieve keuze wilden de Heren overlaten aan Van Imhoff, zodra hij gouverneur-generaal van Indië zou zijn. Deze had zijn vriend Julius Stein van Gollenesse, commandeur van Malabar, op het oog. Op 30 juni 1741 werd Overbeek dus benoemd tot gouverneur van Ceylon. Nadat Bruininck weer naar Batavia was vertrokken begon hij op 3 januari 1742 in zijn nieuwe functie. Hij zou die langer blijven uitoefenen dan verwacht, omdat Van Imhoff in januari 1741 in plaats van gouverneur-generaal te worden door de huidige gouverneur-generaal Valckenier terug naar de Republiek werd gestuurd.

### Gouverneur
Als gouverneur deed Overbeek vooral zijn best de rijstbouw te stimuleren om Ceylon minder afhankelijk te maken van voedselimport uit India. In zijn bestuursperiode deden zich verder geen opvallende gebeurtenissen voor. Inmiddels was Van Gollenesse benoemd als de nieuwe gouverneur. Tegelijkertijd werd Overbeek benoemd tot buitengewoon lid van de Raad van Indië. In mei 1743 nam Van Gollenesse het bestuur van hem over, waarna hij naar Batavia vertrok. Daar was Van Imhoff inmiddels ook aangekomen als de nieuwe gouverneur-generaal. Overbeeks komst werd door de Raad, die nog slechts uit zeven leden bestond, geacht 'weinig verlichting' te geven. Bovendien werd zijn komst vertraagd omdat hij pas vertrok toen de moesson al aangebroken was, en toen weer van boord ging toen het vertrek hem te lang duurde. Pas op 7 april 1744 arriveerde hij in Batavia op het schip de Wickenburg en nam zitting in de Raad. Hij moest zich meteen verantwoorden voor zijn late komst en voor de vele ruimte die zijn bagage op de Wickenburg had ingenomen.

### Raad van Indië
Op 12 oktober 1747 werd Overbeek kolonel van de burgerij in Batavia. Ook werd hij president van de Schepenbank. Op 4 juli 1748 werd hij benoemd tot gewoon Raad van Indië. Drie jaar later, op 9 juli 1751 overleed hij. Hij werd begraven in de Portugese binnenkerk.